# Mühlsteinbruch Scherer

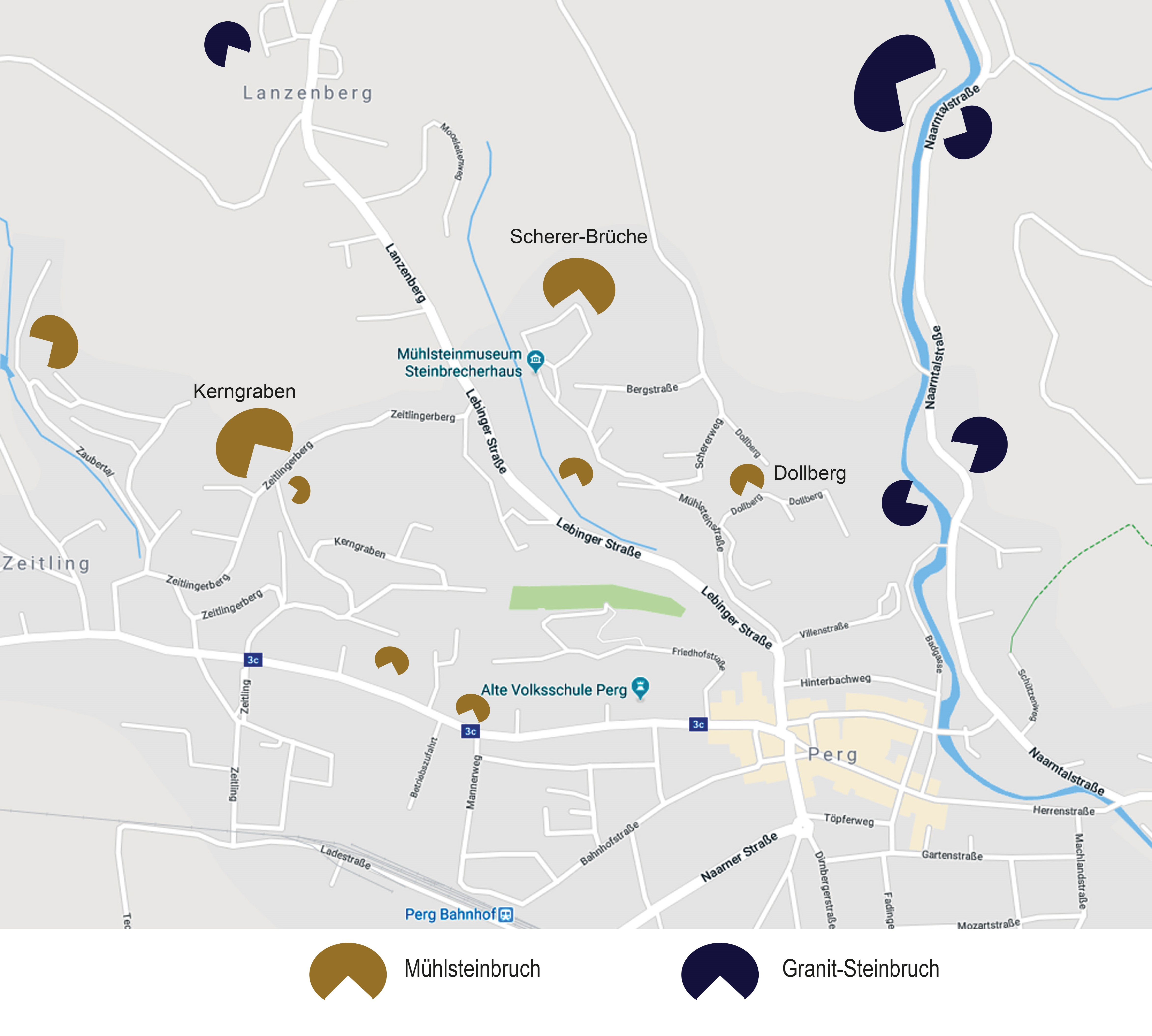
Abbaustätten

Der Mühlsteinbruch Scherer ist ein historischer Mühlsteinbruch samt einer Freilichtanlage im nordwestlichen Teil des Steinbruchs. Er befindet sich in der Stadtgemeinde Perg in Oberösterreich und steht unter Denkmalschutz (Listeneintrag).

## Lage
Der seit 1942 stillgelegte Mühlsteinbruch Scherer befindet sich in der Stadt Perg unweit des Mühlsteinmuseums Steinbrecherhaus (Adresse Perg, Mühlsteinstrasse Nr. 43). Frühere Ortsbezeichnung war dort Schergraben im Obervormarkt. Der Aufgang zur Freilichtanlage mit den letzten Resten des Mühlsteinabbaues befindet sich am Ende der Mühlsteinstrasse (Haus Nr. 40). Die Begehung ist allerdings nur im Rahmen einer Führung erlaubt. Das sonstige Steinbruchareal ist eingeebnet und weitgehend frei zugänglich.

## Beschreibung
Die heutige Freilichtanlage ist der letzte Rest des etwa Mitte des 17. Jahrhunderts erschlossenen Mühlsteinbruchs. Noch heute ist die Anlage mit ihren charakteristischen Abbauspuren (Haurillen) ein eindrucksvolles Denkmal der Wirtschafts- und Technikgeschichte.
Bereits 1843 hatte Benedikt Pillwein berichtet, dass der Steinbruch 2 Joch = 11 509 m2 groß sei. Der Schergrabenbruch war so der größte Mühlsteinbruch weit und breit. Er blieb der Größte bis zuletzt. Die Länge der Steinbruchwand beträgt ~200 m. Das ist zweimal der Perger Hauptplatz.
Mühlsteine wurden in diesem Steinbruch bis in die 1930er-Jahre abgebaut. Bis 1942 gab es im Steinbruch noch eine Sandgewinnung. 1988 entstand die Freilichtanlage in einem kleineren Teil des Steinbruchs. 2009 erhielt diese Anlage zusammen mit dem Ensemble Erdstall Ratgöbluckn und Steinbrecherhaus den Denkmalschutz. Der Mühlsteinbruch wird im Rahmen des Donauradwegs und des Donausteigs als Perger Sehenswürdigkeit angeführt.

## Geschichte
Der im Tertiär vor 30 bis 40 Millionen Jahren an einigen Stellen nördlich und südlich der heutigen Machlandebene entstandene Sandstein ist so hart, dass daraus Mühlsteine gewonnen werden konnten. Neben dem Mühlsteinbruch Scherer entstanden in Perg und näherer Umgebung sowie auch südlich der Donau in Wallsee (Niederösterreich) Mühlsteinbrüche.
1391 werden die Steinprecher von Perg zum ersten Mal urkundlich erwähnt, als in Freistadt das Gunzentor (Linzertor) umgebaut werden soll. Ob es Mühlsteinbrecher oder sonstige mittelalterliche Steinbrecher waren, ist dabei nicht ersichtlich. In der Handwerksordnung der Mühlsteinbrecher in Wallsee werden im Jahr 1520 erstmals die Perger Mühlsteinbrecher erwähnt. In einer prachtvollen Urkunde vom 30. November 1582 bestätigte Kaiser Rudolf II die Handwerksordnung und die monopolartigen Privilegien der Perger Mühlsteinbrechermeister.
Diese Mühlsteinbrechermeister hatten daraufhin im Markt Perg stets eine große Bedeutung. Ihre Perger Mühlsteinbrecherzunft (Mühlsteinbrecherzeche) bestand bis 1859. Ab 1872 führte die Firma Fries, Burgholzer & Comp. die Mühlsteinproduktion weiter. Die Handwerksbezeichnung mutierte ab 1872 von Mühlsteinbrecher zu Mühlsteinhauer. Nach 1918 starb das Handwerk der Mühlsteinhauer aber nach und nach aus. Während in Perg noch bis in die 1930er-Jahre Mühlsteine abgebaut wurden, endete der Mühlsteinabbau in Wallsee bereits im Jahr 1895.

## Die Perger Mühlsteinbrüche insgesamt
Die insgesamt 7 bis 8 bekannten und lokalisierbaren Perger Mühlsteinbrüche sind (von West nach Ost): 
- Zeitlingerbruch. ~ 950 m2 laut Urmappe von 1826 Weinzierl, 3090 m² laut DGM. Lage.
- Westlicher Kerngrabenbruch. ~ 3800 m2 laut Urmappe von 1826 Weinzierl, 4200 m² laut DGM. Lage.
- Östlicher Kerngrabenbruch. ~ 4400 m2 laut Urmappe von 1826 Weinzierl, 6100 m² laut DGM. Lage.
- Neubruch. ~ 850 m2 laut Urmappe von 1826 Weinzierl, 2100 m² laut DGM. Lage.
- Eysabruch (am Fuße des Kalvarienbergs). Nicht in Urmappe. ~ 1100 m² laut DGM. Lage. Die Flurbezeichnung Eysa verweist auf eine frühere dortige Eisenerzeugung aus Raseneisenerz[5].
- Kleiner Bruch (unweit der Mühlsteinstrasse). Nicht in Urmappe. 400 m² laut DGM. Lage.
- Schergrabenbruch bzw. Mühlsteinbruch Scherer. ~7100 m2 laut Urmappe von 1826 Perg, 11509 m2 laut Benedikt Pillwein 1843, 10200 m² laut DGM. Lage.
- Dollbergbruch. Nicht in Urmappe. ~ 2700 m² laut DGM. Lage.

Es dürfte noch mehr, bis zu 15 Abbaustätten gegeben haben. Die Größenabschätzung erfolgte laut dem Franziszeischer Kataster der Habsburgermonarchie (Urmappe) und dem digitalen Geländemodell (DGM) im Raum-Informations-Systems Oberösterreichs.
Der Kerngrabenbruch gilt als älteste Abbaustätte. Dokumentiert ist, dass 1636 im östlichen Kerngrabenbruch gleich 3 Meister mit ihren Knechten und Helfern die Mühlsteine brachen. Die beiden Kerngrabenbrüche wurden von Clemens Beutler in der Ansicht von Perg in der Topographia Windhagiana von 1656 auch korrekt eingezeichnet. Seit 2021 ist der westliche Kerngrabenbruch für die Öffentlichkeit auch zugänglich.
Eine auswärtige Abbaustätte eines Perger Meisters war einige Jahre in der Ortschaft Gratz bei Engerwitzdorf, Lage . Erfolgreiche und von Perg unabhängige Abbaustätten gab es auch in Wallsee in Niederösterreich.

Perger Mühlsteinbrüche (Auswahl)
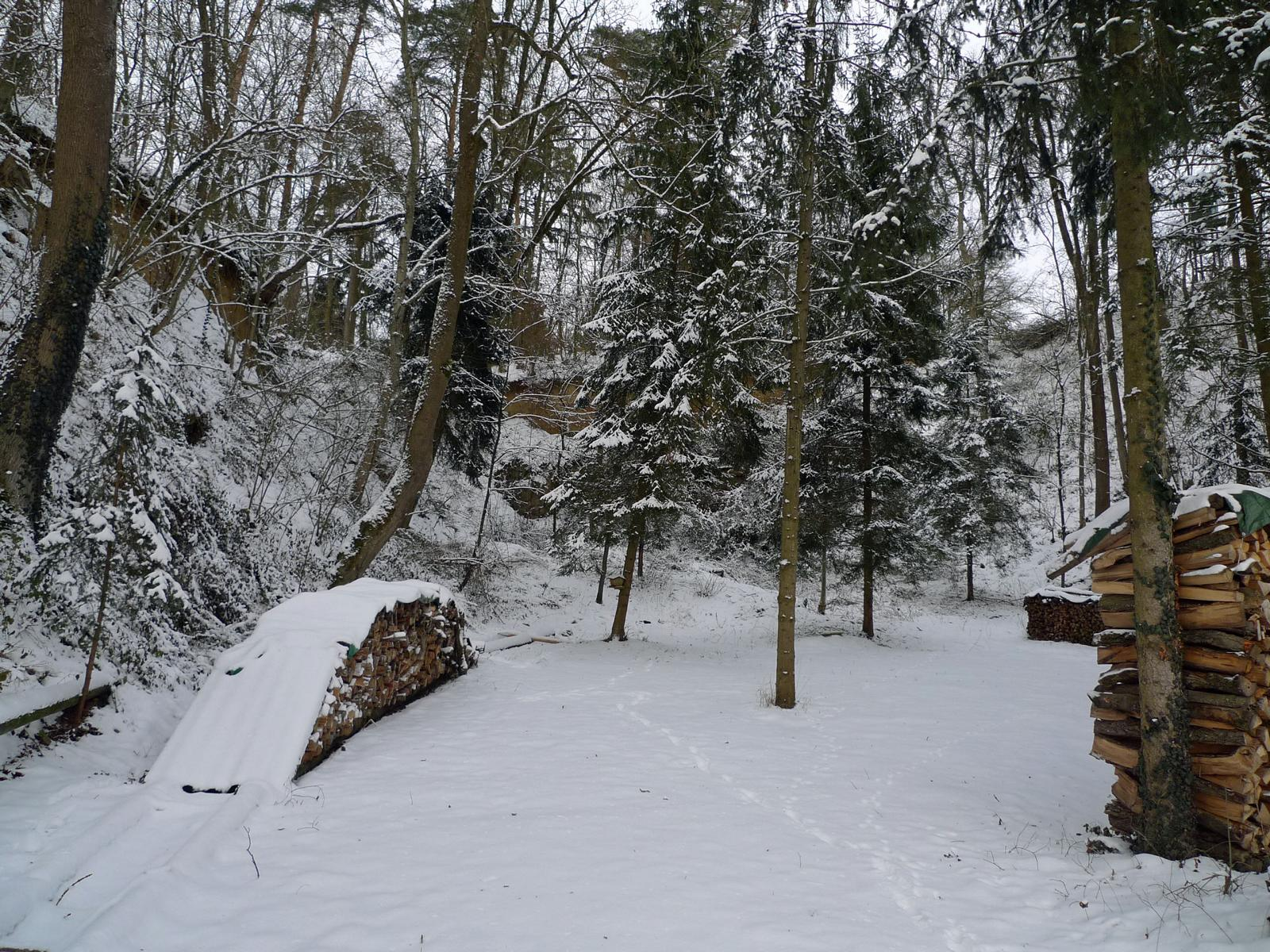
Zeitlingerbruch
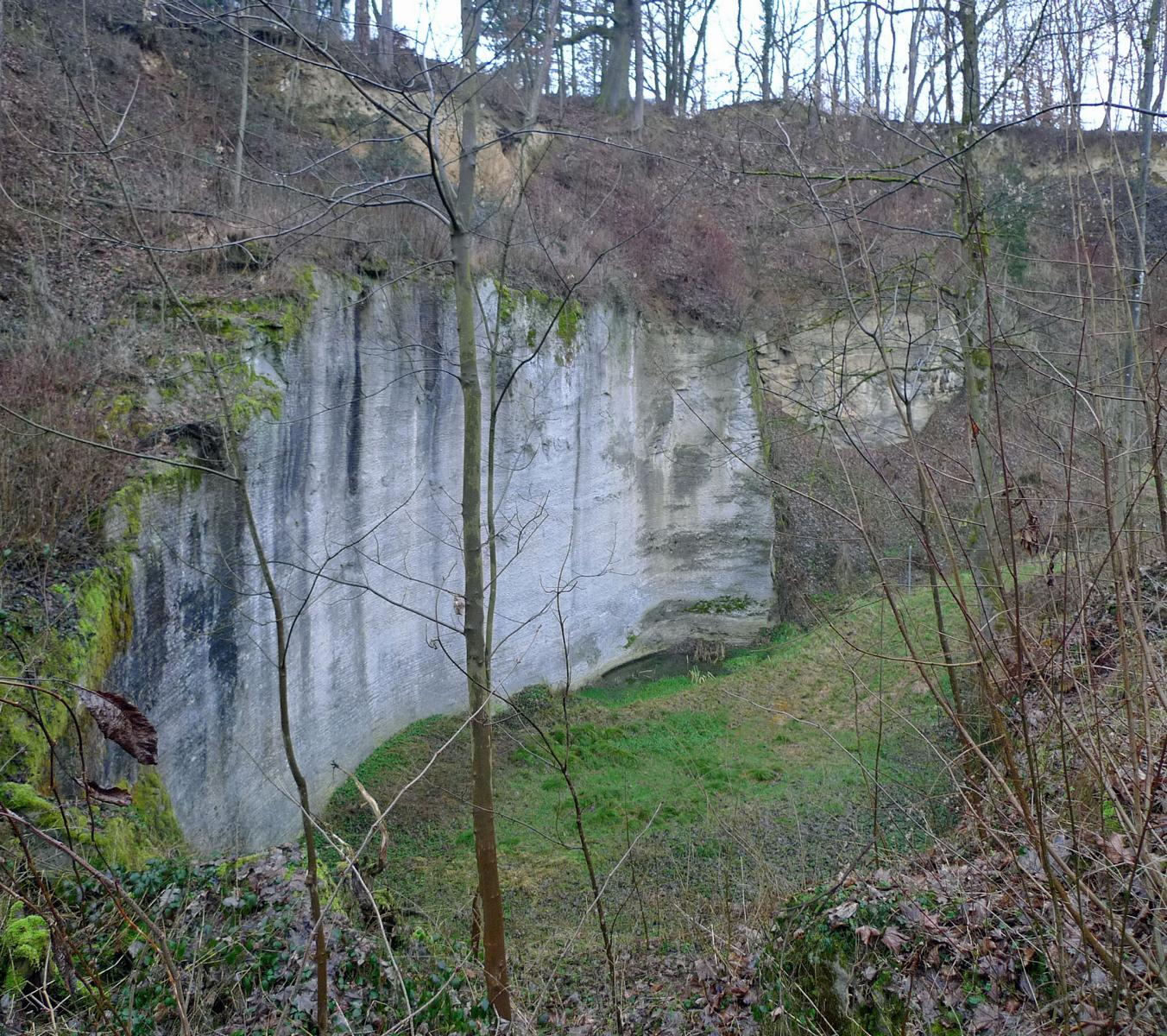
Westlicher Kerngrabenbruch
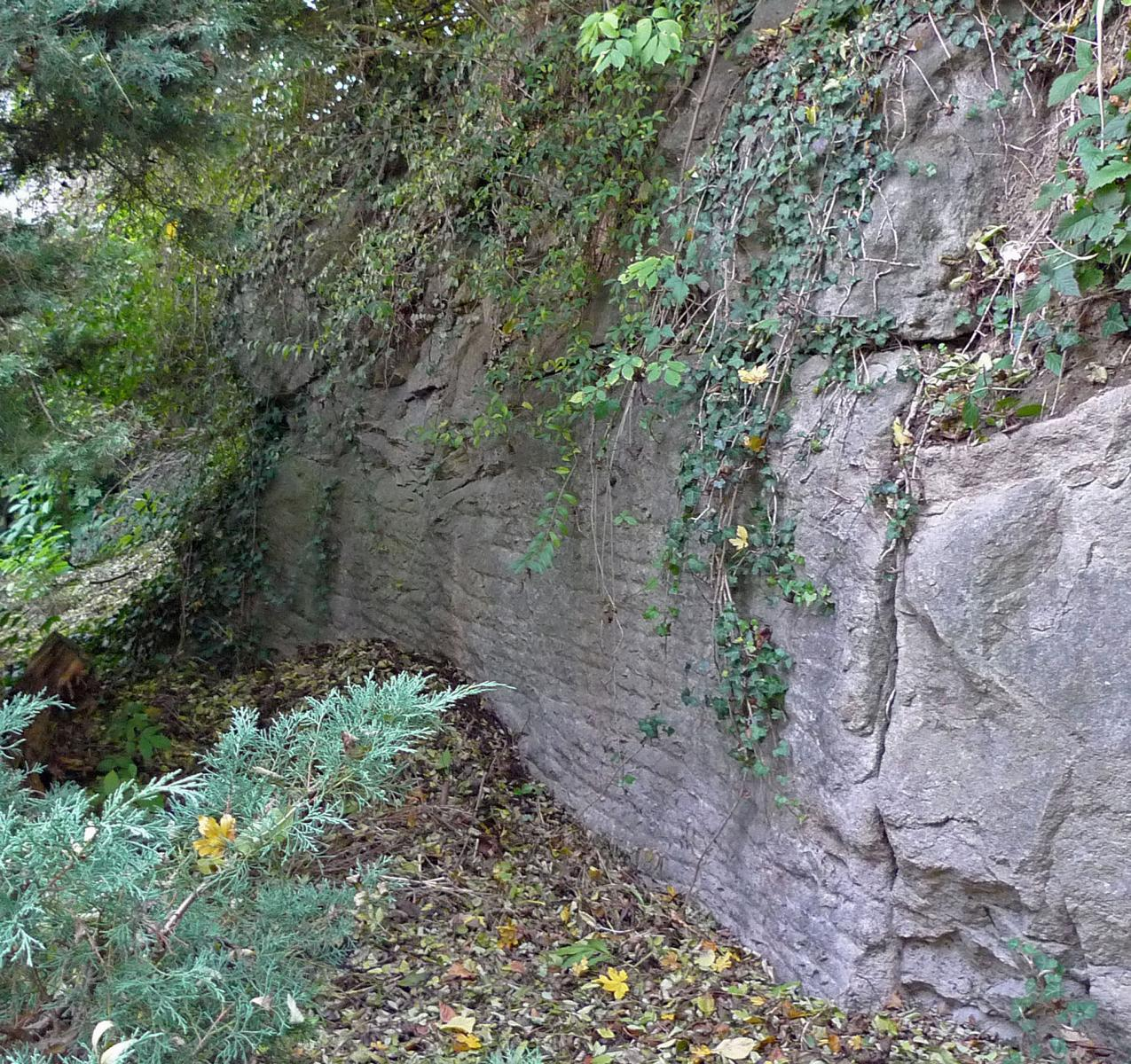
Eysabruch. Haurillen
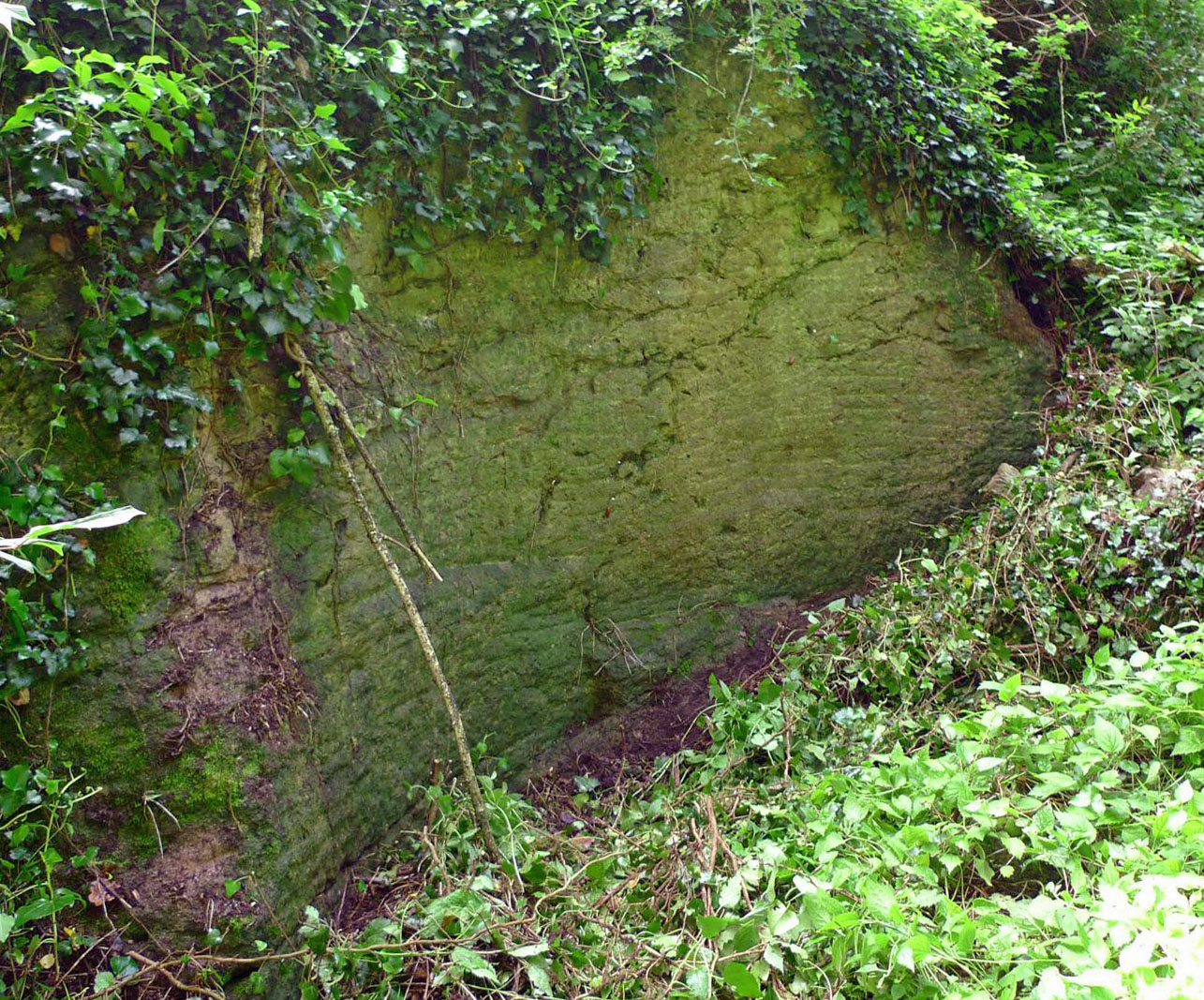
Kleiner Bruch. Haurillen
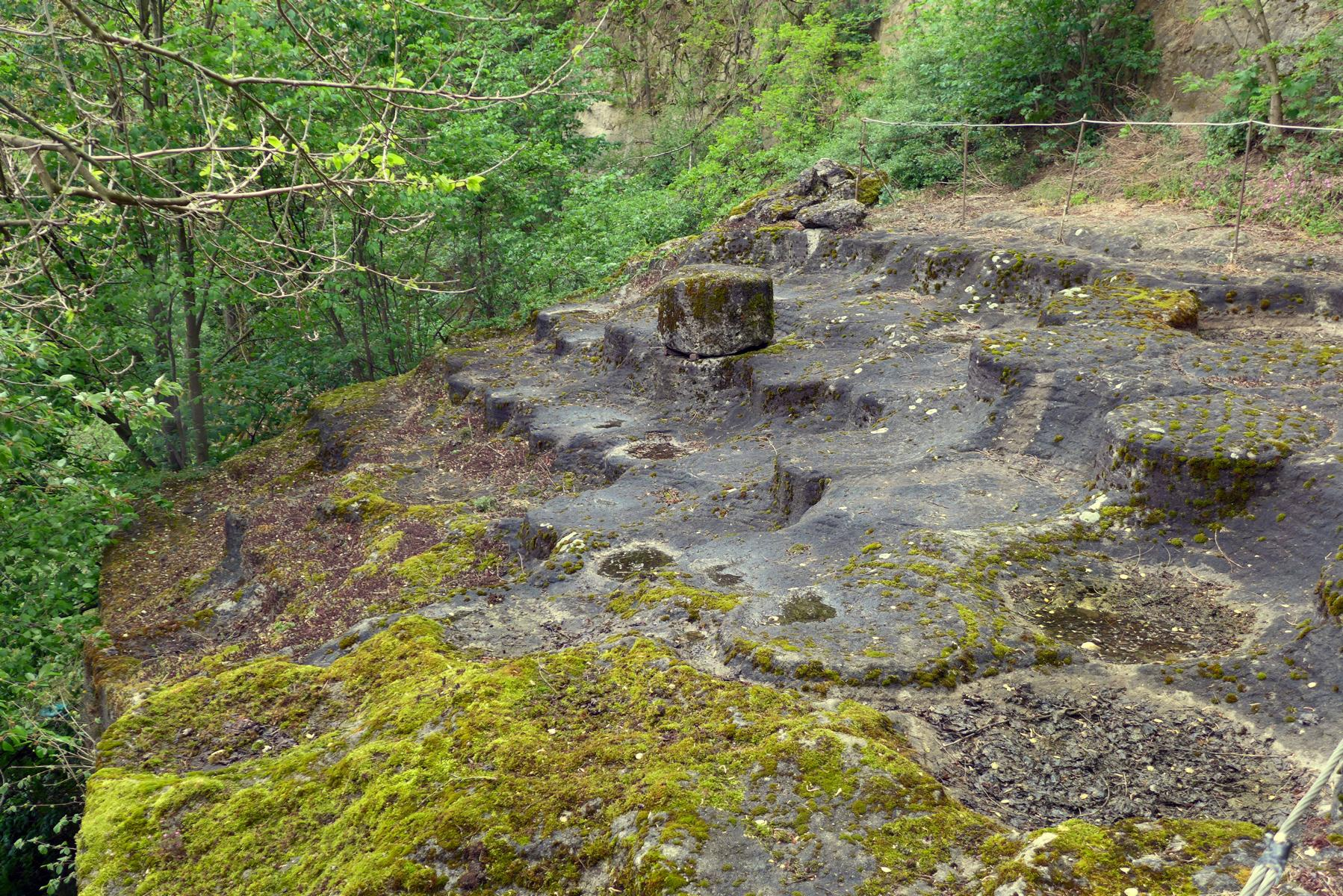
Schergrabenbruch. Freilichtmuseum
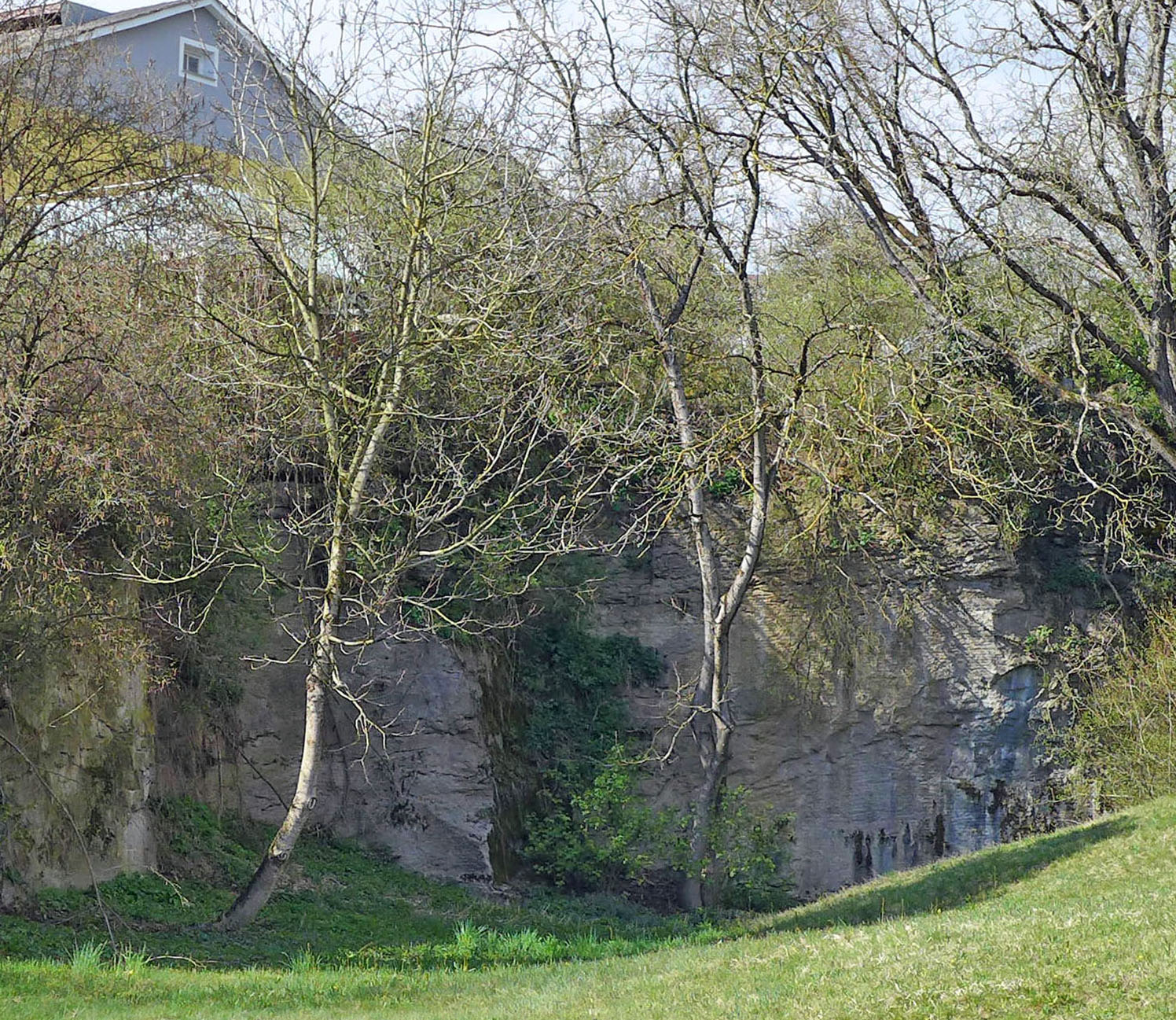
Dollbergbruch